# RAZOR SHARP
『RAZOR SHARP』（レザー・シャープ）は、忌野清志郎のソロ名義1枚目のアルバム。1987年2月25日発売。2006年にデジタル・リマスターにて再発売。

## 解説
RCサクセションのミニ・アルバム『NAUGHTY BOY』をロンドンで制作後、所属レーベルより再びロンドン・レコーディング提案があったが、忌野以外のメンバーが難色を示したため、忌野初のソロ・アルバム制作となった。
レコーディング・メンバーはスタッフに一任され、イアン・デューリーのバック･バンド「ブロックヘッズ」を中心に集められた。ドラマーは当初、元ザ・クラッシュのトッパー・ヒードンが参加したが、制作中にブロックヘッズのチャーリー・チャールズに交代。ゲストにイアン・デューリー、スティーヴ・ヒレッジ、日本から梅津和時、片山広明、山下洋輔などが参加。
1986年9月よりメイソン・ルージュ・スタジオでレコーディング、13曲が完成。LPには10曲が収録。CDはさらに1曲「メロディーメーカー」が追加。先行シングル「AROUND THE CORNER/曲がり角のところで」のカップリング曲で「ちょっと待ってくれ」、2枚目のシングルで「E-JAN」発売、全曲発表された。アルバム・カバー撮影やミュージック・ビデオも含め、すべてロンドンで制作された。

## 収録曲
1. WATTATA （河を渡った）
（作詞･作曲：忌野清志郎、G2wo、$asuke '86）
2. 90 DAYS - 免停90日
（作詞･作曲：忌野清志郎 '86）
3. AROUND THE CORNER / 曲がり角のところで
（作詞･作曲：忌野清志郎 '86）
4. ワザト FEEL SO SAD （CANADA SEVEN）
（作詞･作曲：忌野清志郎 '69-'86）
5. MELODY MAKER / メロディーメーカー
（作詞･作曲：忌野清志郎 '86）
LP未収録
6. RAZOR SHARP・キレル奴
（作詞･作曲：忌野清志郎 '86）
この曲は「KING OF SONGWRITER～SONGS OF KIYOSHIRO COVERS～」にて吉井和哉がカバーしており、会員限定ライブ「YOSHII ODEN 2012」にて披露されている。
7. SEMETE （GOING ON THE ROAD）
（作詞･作曲：忌野清志郎、山下洋輔 '86）
8. CHILDREN'S FACE
（作詞･作曲：忌野清志郎 '86）
9. あそび
（作詞･作曲：忌野清志郎 '71）
10. IDEA / アイディア
（作詞･作曲：忌野清志郎、G2wo、$asuke '86）
11. BOO-BOO-BOO
（作詞･作曲：忌野清志郎 '86）

## レコーディング・ミュージシャン
Vox, Guitar, Backing Vox：忌野清志郎
Guitar：Steve Hillage （on M-1）
Backing Vox：Franky Collins, Ian Dury, Kokomo
Bass：Norman Watt-Roy
Drums：Topper Headon
Drums, Percussion, Backing Vox：Charlie Charles （on M-3.7.9)
Guitar, Backing Vox ：Johnny "Guitar" Turnbull
Harmonica：Mitt Gamon
Keyboards, Backing Vox - Micky "San" Gallagher
Percussion, Backing Vox - Phil Reece
Tenor Saxophone, Flute - David Payne
Trumpet, Flugelhorn, Violin - Jeoff Miller
Alto Saxophone：梅津和時 （on M-7）
Tenor Saxophone：片山広明 （on M-7）
Piano & Synthesizer：山下洋輔 （on M-7）